# (464035) 2014 WZ160
(464035) 2014 WZ160 es un asteroide perteneciente al cinturón de asteroides, descubierto el 27 de agosto de 2009 por el equipo Spacewatch desde el Observatorio Nacional de Kitt Peak (Arizona, Estados Unidos).